# Henry Russell (lekkoatleta)
Henry Argue „Hank” Russell (ur. 15 grudnia 1904 w Buffalo, zm. 9 listopada 1986 w West Chester) – amerykański lekkoatleta sprinter, mistrz olimpijski z 1928 z Amsterdamu.
Jako student Cornell University został akademickim mistrzem Stanów Zjednoczonych (IC4A) w biegu na 220 jardów w 1925 oraz w biegach na 100 jardów i 220 jardów w 1926.
Na igrzyskach olimpijskich w 1928 w Amsterdamie odpadł w półfinale biegu na 100 metrów. Natomiast amerykańska sztafeta 4 × 100 metrów, gdzie biegł na 4. zmianie, zdobyła złoty medal, w finale wyrównując rekord świata czasem 41,0 s (biegła w składzie: Frank Wykoff, James Quinn, Charles Borah i Henry Russell).